# Джонс, Стивен (писатель)
Сти́вен Джонс (иногда также подписывается как Стив Джонс, род. 1953 год, Лондон, Великобритания) — английский составитель антологий, критик и писатель в жанре литературы ужасов, признанный эксперт в области современного хоррора, а также телепродюсер. Лауреат огромного количества премий, чаще всего в номинации «Лучшая антология».

## Биография
Родился и вырос в Лондоне, в районе Пимлико (англ. Pimlico), где в своё время разворачивались события романа Лавкрафта «The Horror in the Museum». Ещё будучи школьником увлёкся литературой в жанре ужаса и фэнтези. В середине 60-х годов он увлечённо читал журналы комиксов. С 1967 года начинает покупать и коллекционировать книги в жанре хоррор. Начало коллекции положили книги издательства Arkham House. В 1970 году Джонс вступил в Британское общество Фэнтези (англ. British Fantasy Society), где подключился к составлению сборников и антологий. Первыми литературными опытами Джонса стала подготовка выпусков бюллетеня и журналов сообщества.

## Сборники и антологии
Стивен Джонс — практически бессменный составитель ряда престижных сборников и антологий в жанре ужасов, в том числе:
- «The Mammoth Books of…» (буквально «Огромные книги о…», на русском языке выпускаются в серии «Лучшее»): тематические антологии, посвящённые соответственно вампирам (1992 год и 2001 год, в последнем случае в антологии были собраны рассказы женщин-писателей), зомби (1993 год), оборотням (1994 год), монстрам (2007 год), а также отдельным «культовым» персонажам (Дракуле в 1997 году, Франкенштейну в 1994 году) и просто «самым страшным рассказам» (1990, 2004);
- «Best New Horror» («Лучшие новые ужасы», впоследствии под названием «The Mammoth Books of Best New Horror»): подборки лучших рассказов в жанре хоррор на английском языке, постоянный составитель с 1990 по 2010 годы, первые шесть выпусков в соавторстве с Рэмси Кэмпбеллом;
- «Dark Voices» («Тёмные голоса») и позднее «Dark Terrors» («Тёмные страхи»): сборники рассказов ужасов, постоянный составитель в 1990-2002 годах, совместно с Дэвидом Саттоном;
- «Fantasy Tales» («Истории в жанре фэнтези»): антологии лучших рассказов в жанре фэнтези, составитель в 1988-1991 годах.

Кроме того, Джонс составлял или принимал участие в составлении ещё более чем десяти антологий, в том числе работал вместе с Нилом Гейманом и Рэмси Кэмпбеллом.
- «Книга ужасов» составленная в 2011 году.

## Рассказы
Собственное творчество Стивена Джонса малоизвестно. Его немногочисленные рассказы появлялись в британских периодических изданиях, однако никогда не выходили в виде отдельной книги.

## Исследования
Джонс — составитель и редактор (вместе с Кимом Ньюманом) книги критических эссе «Хоррор: 100 лучших книг» (1988 год) и (вместе с Рэмси Кэмпбеллом) её продолжения «Хоррор: ещё 100 лучших книг» (2005 год). Его перу принадлежат также монографии о творчестве таких авторов, как Клайв Баркер, Джеймс Герберт, Бэзил Коппер и о влиянии творчества Говарда Лавкрафта на литературу ужасов Британии. Также он выступил как кинокритик, составив обзоры фильмов о чудовищах, экранизаций произведений Стивена Кинга и приняв участие в создании путеводителя по серии фильмов «Восставший из ада».

## Работа на телевидении
Стивен Джонс является также телевизионным продюсером и консультантом по жанровому кино. Он участвовал в создании фильмов «Восставший из ада» (части I—III), «Ночной народ», «Потрошитель разума» и др.